# Zasloužilý pilot SSSR
Zasloužilý pilot SSSR (rusky Заслуженный пилот СССР) byl čestný titul Sovětského svazu založený roku 1965. Udílen byl pilotům Sovětského svazu za nejvyšší standardy ve vzdělávání a výcviku letového personálu, za dlouhodobé bezproblémové létání a za vynikající úspěchy ve využívání letectví v národním hospodářství.

## Historie
Čestný titul Zasloužilý pilot SSSR byl založen dekretem prezidia Nejvyššího sovětu Sovětského svazu č. 3993-VI ze dne 30. září 1965. Udílen byl za vynikající úspěchy v oboru civilního letectví. Poprvé bylo ocenění uděleno dne 16. srpna 1966, kdy bylo uděleno 27 lidem. Zrušen byl dekretem prezidia Nejvyššího sovětu Sovětského svazu č. 9441-XI ze dne 22. srpna 1988. Dne 30. prosince 1995 bylo zavedeno ruské vyznamenání, Zasloužilý pilot Ruské federace, které na toto původní sovětské ocenění navazovalo.

## Pravidla udílení
Čestný titul Zasloužilý pilot SSSR byl udílen kvalifikovaným civilním pilotům 1. třídy prezidiem Nejvyššího sovětu Sovětského svazu na návrh ministra civilního letectví SSSR za zvláštní zásluhy o vývoj moderních letadel, za využívání nejmodernějších pilotních technik, za nejvyšší standardy ve vzdělávání a výcviku letového personálu, za dlouhodobé bezproblémové létaní a za vynikající výsledky ve využívání letectví v národním hospodářství. Udělený čestný titul mohl být odebrán pouze prezidiem Nejvyššího sovětu Sovětského svazu na návrh soudu nebo ministra pro civilní letectví SSSR.
Odznak tohoto čestného titulu se nosil na pravé straně hrudi a v přítomnosti dalších sovětských vyznamenání byl umístěn nad sovětskými řády. Pokud se nosí s vyznamenáními Ruské federace, pak mají ruská vyznamenání přednost.

## Popis odznaku
Odznak je široký 27 mm a vysoký 23 mm. Na přední straně je v levé horní části nápis v cyrilici ЗАСЛУЖЕННЫЙ ПИЛОТ. Ve středu je stoupající proudové letadlo vyrobené z pozlaceného tombaku. Ve spodní části odznaku je vpravo vavřínová ratolest, která je uprostřed spodní části odznaku překryta nápisem CCCP. Vnější okraj odznaku je vystouplý.
Červená stuha z hedvábného moaré je připevněna k obdélnému postříbřenému kovovému rámečku.